# Owen Davis
Owen Gould Davis, född 29 januari 1874 i Portland, Maine, död 14 oktober 1956 i New York, var en amerikansk dramatiker.
Owen Davis utnämndes 1919 till förste president för Dramatists Guild of America. 1923 erhöll han Pulitzerpriset i kategorin dramatik för sin pjäs Icebound som utspelar sig i trakterna kring hans hemstad Bangor i Maine.